# 平利県
平利県（へいり-けん）は中華人民共和国陝西省安康市に位置する県。

## 行政区画
- 鎮:城関鎮、興隆鎮、老県鎮、大貴鎮、三陽鎮、洛河鎮、広仏鎮、八仙鎮、長安鎮、正陽鎮、西河鎮